# Magyar férfi röplabda-bajnokcsapatok listája
Magyarországon férfi röplabdabajnokságot 1947-től rendeznek. Az első vidéki címet a Kecskeméti SC szerezte 1983-ban. A Kaposvár (Kaposvári Somogy SC, BALATEL SE Kaposvár, Pini-Kaposvár SE, Kométa-Kaposvár SE, Diamant-Kaposvár, Fino Kaposvár SE) a magyar bajnoki csúcstartó 20 bajnoki címmel, míg a Csepel (Csepeli MTK, Csepeli Vasas, Csepel SC) 16, az Újpest (Budapesti Dózsa, Újpesti Dózsa, Újpesti TE) 13 elsőséget tudhat magáénak.

## Bajnokok
- 1947 : Ganz TE[1]
- 1948 : Ganz TE
- 1949 : Csepeli MTK
- 1950 : Vasas SC
- 1950 : Vasas SC[1]
- 1951 : Csepeli Vasas
- 1952 : Csepeli Vasas
- 1953 : Csepeli Vasas
- 1954 : Csepeli Vasas
- 1955 : Budapesti Dózsa
- 1956 : az országos döntő elmaradt
- 1957 : Újpesti Dózsa[1]
- 1958 : Újpesti Dózsa
- 1959 : Újpesti Dózsa
- 1960 : Újpesti Dózsa
- 1961 : Újpesti Dózsa
- 1962 : Újpesti Dózsa
- 1963 : Újpesti Dózsa[2]
- 1964 : Budapesti Honvéd
- 1965 : Budapesti Honvéd
- 1966 : Budapesti Honvéd
- 1967 : Budapesti Honvéd
- 1968 : Csepel SC
- 1969 : Csepel SC
- 1970 : Csepel SC
- 1971 : Újpesti Dózsa
- 1972 : Újpesti Dózsa
- 1973 : Csepel SC
- 1974 : Csepel SC
- 1975 : Újpesti Dózsa
- 1976 : Csepel SC
- 1977 : Csepel SC
- 1978 : Csepel SC
- 1979 : Csepel SC
- 1980 : Budapesti Honvéd
- 1981 : Budapesti Honvéd
- 1982 : Csepel SC
- 1983 : Kecskeméti SC
- 1984 : Tungsram SC
- 1985 : Tungsram SC
- 1986 : Tungsram SC
- 1987 : Kecskeméti SC
- 1988 : Tungsram SC
- 1989 : Csepel SC
- 1990 : Újpesti Dózsa
- 1991 : Újpesti TE
- 1992 : Kaposvári Somogy SC
- 1993 : Kaposvári Somogy SC
- 1994 : Kaposvári RC
- 1995 : Medikémia-Szeged
- 1996 : Medikémia-Szeged
- 1997 : BALATEL SE Kaposvár
- 1998 : NYVSC-Szabolcs Gabona
- 1999 : Pini-Kaposvár SE
- 2000 : Pini-Kaposvár SE
- 2001 : Kométa-Kaposvár SE
- 2002 : Dunaferr SE
- 2003 : Vegyész RC Kazincbarcika
- 2004 : Vegyész RC Kazincbarcika
- 2005 : Kométa-Kaposvár SE
- 2006 : Vegyész RC Kazincbarcika
- 2007 : Kométa-Kaposvár SE
- 2008 : Kométa-Kaposvár SE
- 2009 : Kométa-Kaposvár SE
- 2010 : Diamant-Kaposvár SE
- 2011 : Fino Kaposvár SE
- 2012 : Fino Kaposvár SE
- 2013 : Fino Kaposvár SE
- 2014 : Gorter-Kecskeméti RC
- 2015 : Fino Kaposvár SE
- 2016 : Fino Kaposvár SE
- 2017 : Fino Kaposvár SE
- 2018 : Vegyész RC Kazincbarcika
- 2019 : Vegyész RC Kazincbarcika
- 2020 : Nem avattak bajnokot.[3]
- 2021 : Pénzügyőr SE
- 2022 : Pénzügyőr SE
- 2023 : Fino Kaposvár SE
- 2024 : Fino Kaposvár SE
- 2025 : MÁV Előre Foxconn

## Statisztika
| Csapatnév                | A bajnoki címek száma |
| ------------------------ | --------------------- |
| Kaposvár                 | 20                    |
| Csepeli RC               | 16                    |
| Újpest                   | 13                    |
| Bp. Honvéd               | 6                     |
| Vegyész RC Kazincbarcika | 5                     |
| Tungsram SC              | 4                     |
| Gorter-Kecskeméti RC     | 3                     |
| Ganz TE                  | 2                     |
| Medikémia-Szeged         | 2                     |
| Vasas SC                 | 2                     |
| Pénzügyőr SE             | 2                     |
| Dunaferr SE              | 1                     |
| NYVSC-Szabolcs Gabona    | 1                     |
| MÁV Előre Foxconn        | 1                     |